# Friedrich Jäger von Jaxtthal
Christoph Friedrich Jäger Ritter von Jaxtthal (Kirchberg an der Jagst, 4 settembre 1784 – Vienna, 25 dicembre 1871) è stato un oculista austriaco.

## Biografia
Studiò medicina a Vienna e Landshut, e nel 1809 divenne medico nelle guerre napoleoniche. Successivamente è tornato a Vienna, dove nel 1812 conseguì la laurea in medicina presso l'Università di Vienna. A Vienna ha servito come assistente dell'oculista Georg Joseph Beer (1763-1821), che sarebbe diventato il suo futuro suocero. Dal 1825 al 1848 fu professore di oftalmologia presso il Josephinum (scuola di chirurgia militare) di Vienna.
Friedrich Jäger von Jaxtthal era un medico e un chirurgo influente di medicina oftalmica. Due dei suoi studenti più famosi a Vienna erano Frédéric Jules Sichel (1802-1868) e Albrecht von Graefe (1828-1870). Era un medico personale del Principe Metternich (1773-1859) e di suo figlio Eduard Jäger von Jaxtthal (1818-1884).

## Eponimi
- Metodo Bartisch-Jaeger: eponimo storico per la rimozione chirurgica del bulbo oculare (bulbus oculi) contro il cancro dell'occhio. Chiamato con il medico tedesco, Georg Bartisch (1535-1607). La procedura sarà successivamente migliorata dall'oculista italiano Francesco Flarer.[2]

## Opere
- De karatonyxide,  Vienna, 1812.
- De ägyptische Augenentzündung,  Vienna, 1840.[3]